# Manuální práce

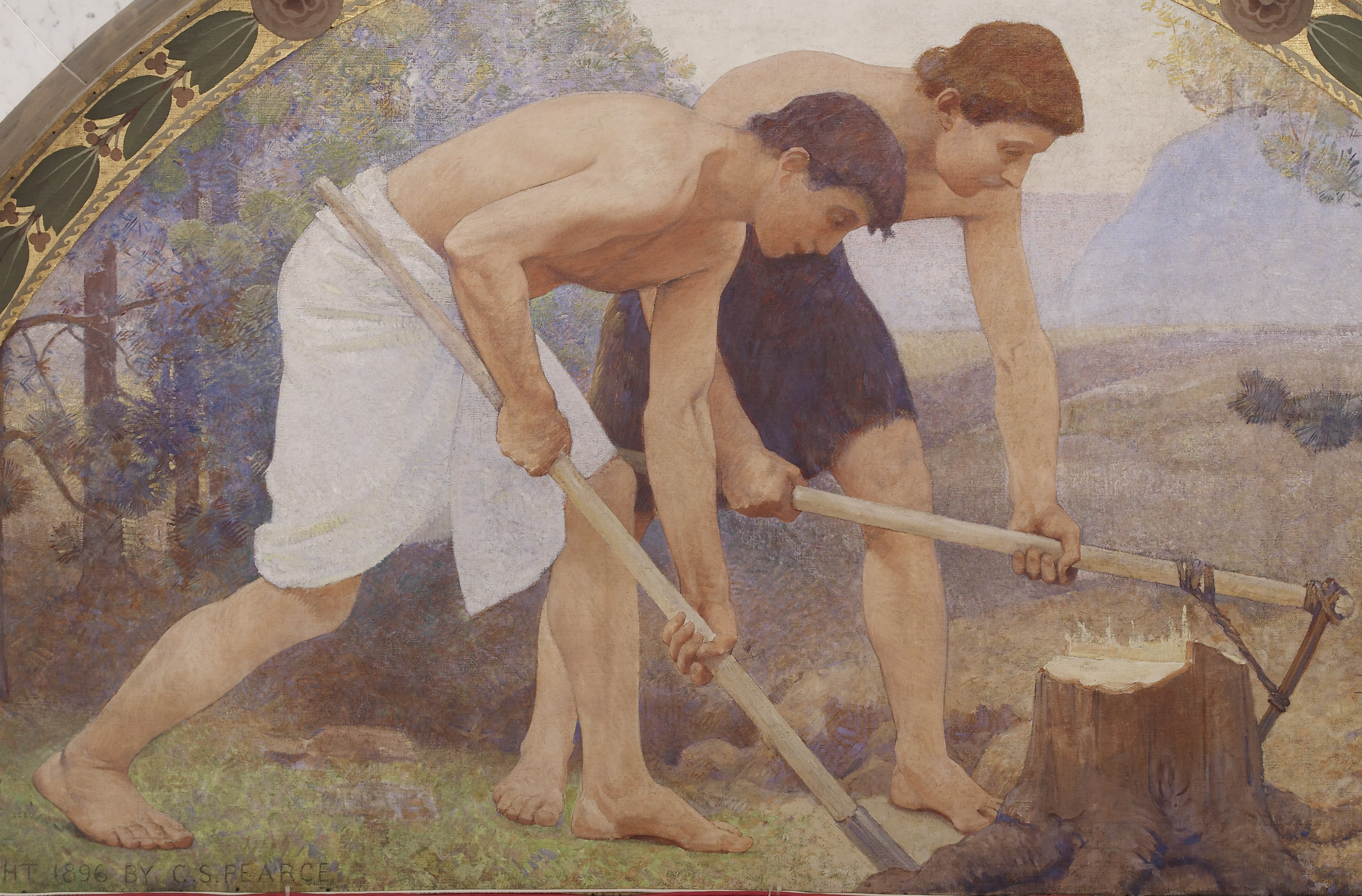
Detail z Labor, Charles Sprague Pearce (1896).

Manuální práce je fyzická práce vykonaná lidmi, na rozdíl od té vykonané stroji nebo zvířaty. Doslovně se jedná o práci vykonanou rukama (slovo „manuální“ pochází z latinského slova pro ruku) a dále se dá počítat i práce vykonaná jakýmkoliv svalem či kostí. Většinu lidské historie byla manuální práce a její blízký příbuzný, zvířecí práce, hlavním způsobem, jakým se fyzická práce plnila. Mechanizace a automatizace, které redukují potřebu lidské a zvířecí síly v produkci, existují již po staletí, ale až v 18. a 19. století se začaly znatelně rozšiřovat a měnit kulturu lidí. Aby mohly být implementovány, potřebují dostatečnou technologii a zároveň počáteční náklady musejí být výhodné v porovnání s pokrytými výplatami, které by jinak musely být vyplaceny. Poloautomatizace je alternativa k nahrazení zaměstnanců, která kombinuje lidskou sílu, automatizaci a počítače, za účelem využití výhod lidí a strojů.
I když téměř u jakékoliv práce lze použít dovednosti a intelekt, spousta prací, které zahrnují manuální práci, jako je sběr ovoce a zeleniny, manuální manipulace s materiály (například doplňování pultů), kopání, skládání součástek, často mohou být úspěšně zvládnuty pracovníky bez předchozích zkušeností. Proto je zde částečná, ale významná souvztažnost mezi manuální prací a pracovníky bez dovedností. Na základě ekonomického a sociálního konfliktu zájmů se zmíněná částečná souvztažnost změnila v přehnání, že manuální práce se rovná - absenci dovedností, potenciálu aplikovat nějakou dovednost na požadovanou činnost a nižší sociální třídě. Napříč lidskou existencí se poslední případ projevil v celém spektru variant, od otrokářství (kde otroci byly považováni za méně než lidi), po kasty a jim podobné systémy, až po lehčí formy nerovnosti.
Ekonomická konkurence často dospívá ke snaze firem pořídit pracovní sílu za nejnižší možnou cenu (například přesunem výroby do zahraničí nebo zaměstnáním cizinců) a nebo se jí vyhnout úplně (mechanizací a automatizací).

## Vztah mezi nízkou dovedností a nižší sociální třídou
Z různých důvodů je zde silný vztah mezi manuální prací a pracovníky bez dovedností, i když téměř u jakékoliv práce lze potenciálně použít dovednosti a intelekt (například v řemeslných pracích nebo logika praktikované vědy). Odjakživa lidé začínali jako pracovníci bez nějakých zvláštních dovedností nebo zkušeností. (Vzdělání začalo být důležitější a rozšířenější v posledních dvou stoletích, ale ani dnes nemůže každý vědět všechno, nebo mít zkušenosti ve velkém množství oborů.) Zároveň bylo zapotřebí udělat spoustu fyzické práce, která dokázala být úspěšně splněna i nezkušenými pracovníky, což znamenalo, že zde vždy byla spousta lidí, kteří ji mohli potenciálně vykonat. Tyto podmínky zajistili sílu a vytrvalost této souvztažnosti.

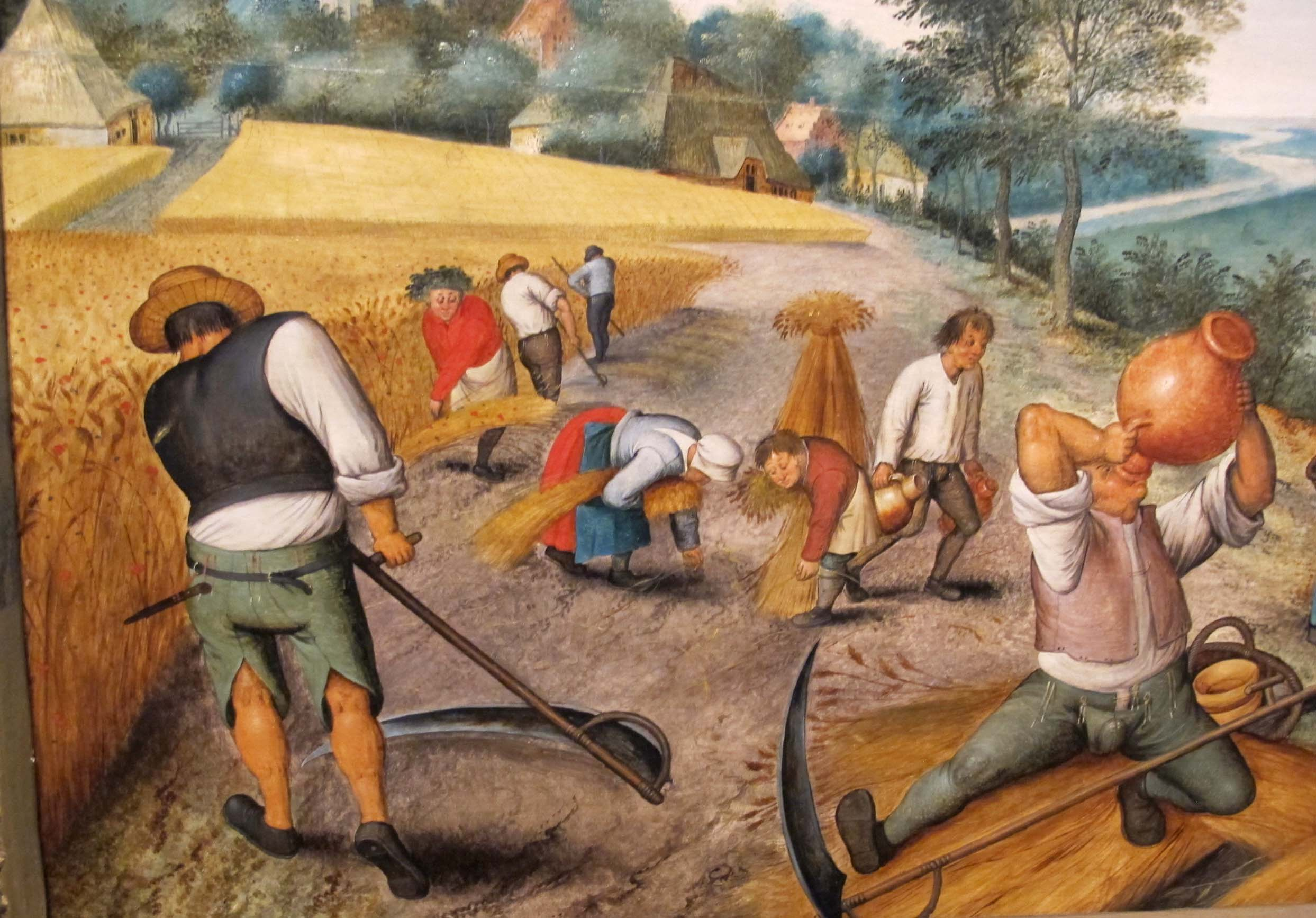
Rolníci sklízející úrodu, od vlámského autora Pietera Brueghela, 17. století

Napříč lidskou historií, kdekoliv se vyvinul systém sociálních tříd, byl sociální status manuálních pracovníků nízký, protože většina těchto prací byla plněna rolníky, nevolníky, otroky, smluvními služebníky, námezdními otroky, nebo pracovníky v domácnosti. Například učenec L. Ali Khan analyzuje, jak Řekové, Hinduisté, Angličané a Američané vytvořili sofistikované sociální struktury aby dostali manuální práci k různým třídám, kastám, etnikům nebo rasám.
Výraz „těžká práce“ se stala eufemismem pro vězeňské práce, kdy je viník nejen zatčen, ale i donucen k fyzické práci. Tyto aktivity mohou být produktivní, například na vězeňské farmě, kuchyni, prádelně nebo knihovně, ale také nemusí, kdy je účel této práce čistě efekt trestu, nebo něco mezi tím (jako je šlapací kolo, nebo rozbíjení kamenů, které jsou v dnešní době již ekonomicky neproduktivní, i když dříve měli svůj účel).
Mezi lidmi z vyšších sociálních tříd byla tendence zjednodušovat spojení mezi manuální prací a absencí dovedností (nebo potřeby pro dovednosti) do rovnosti, směřující k pochybnému přehánění, že kdokoliv, kdo pracoval fyzicky může být považován tímto faktem za neinteligentního nebo někoho, kdo postrádá nějaké dovednosti, nebo že jakýkoliv úkol vyžadující fyzickou práci musí být jednoduchá a nehodná analýzy (nebo aby ji vykonával někdo inteligentní či člověk z vyšší sociální třídy). Vzhledem k lidské kognitivní tendenci k racionalizaci je přirozené, že tato neurčitá spojení byla často zapouzdřena do extrémů, aby si lidé mohli obhájit a udržet své sociální výhody.
V průběhu historie, ale nejvíce od doby Osvícenství, zde byly pokusy inteligentních pracovníků o odpor vůči těmto zjednodušením. Například Americká a Francouzská revoluce odmítaly myšlenky dědičného sociálního statusu (aristokracie, urozenost, monarchie) a dělnická hnutí v 19. a 20. století vedly k formaci odborů, které mohly využívat společné vyjednávací síly. Tyto snahy byly o to těžší, protože ne všechny sociální a majetkové rozdíly jsou nefér, meritokracie je součástí života, stejně jako racionalizace a neférovost.
Sociální systémy každého ideologistického přesvědčení, od Marxismu, přes Syndikalismus, až po Americký sen, se snažily dosáhnout úspěšně fungující společnost, ve které upřímní, produktivní dělníci mohou mít každý kousek sociálního statusu a síly, který může mít produktivní manažer. Lidem se ještě nepodařilo dosáhnout žádné takovéto utopie, ale některé sociální systémy byly navrhnuty dostatečně blízko cíli, aby ještě nějaká naděje na zlepšení.

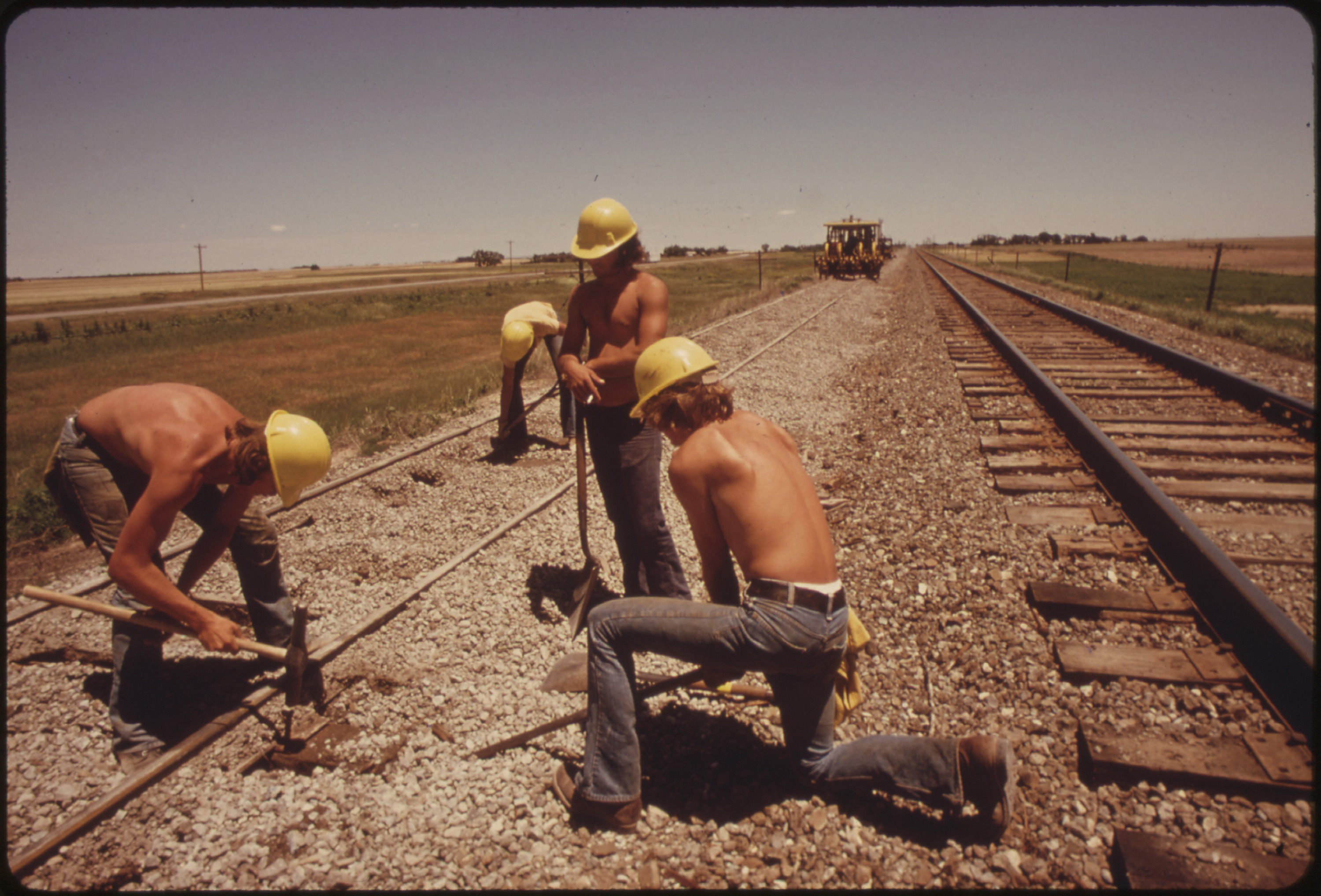
Stavba kolejí, Kansas, USA, 1974

Ve svém nejvyšším extrému bylo racionalizování ekonomickými elitami výsledkem tvorby kultur otroctví a kompletní rasového podmanění, jako je otroctví v starověkém Řecku a Římě, Spojených státech nebo pod Nacizmem. Koncepty jako Three-fifths compromise a Untermensch definovaly otroky jako méně než lidi.
V prostředku spektra tato zkreslení mohou vytvořit systémy celkem pevného rozdělení tříd, většinou racionalizované silnými kulturními normami biologicky zděděné sociální nerovnosti, jako je feudalismus, tradiční formy aristokracie a monarchie, kolonialismu a systém kast (například Apertheid, seperate but equal / zákony Jima Crowa, kastovní systém v Indii). Jedním historickým úkazem, který platí pro všechny zmíněné systémy, je že se začaly rozpadat ve 20. století a rozpadají se dodnes. Jejich dnešní formy jsou značně oslabené v porovnání s jejich předchozími verzemi.

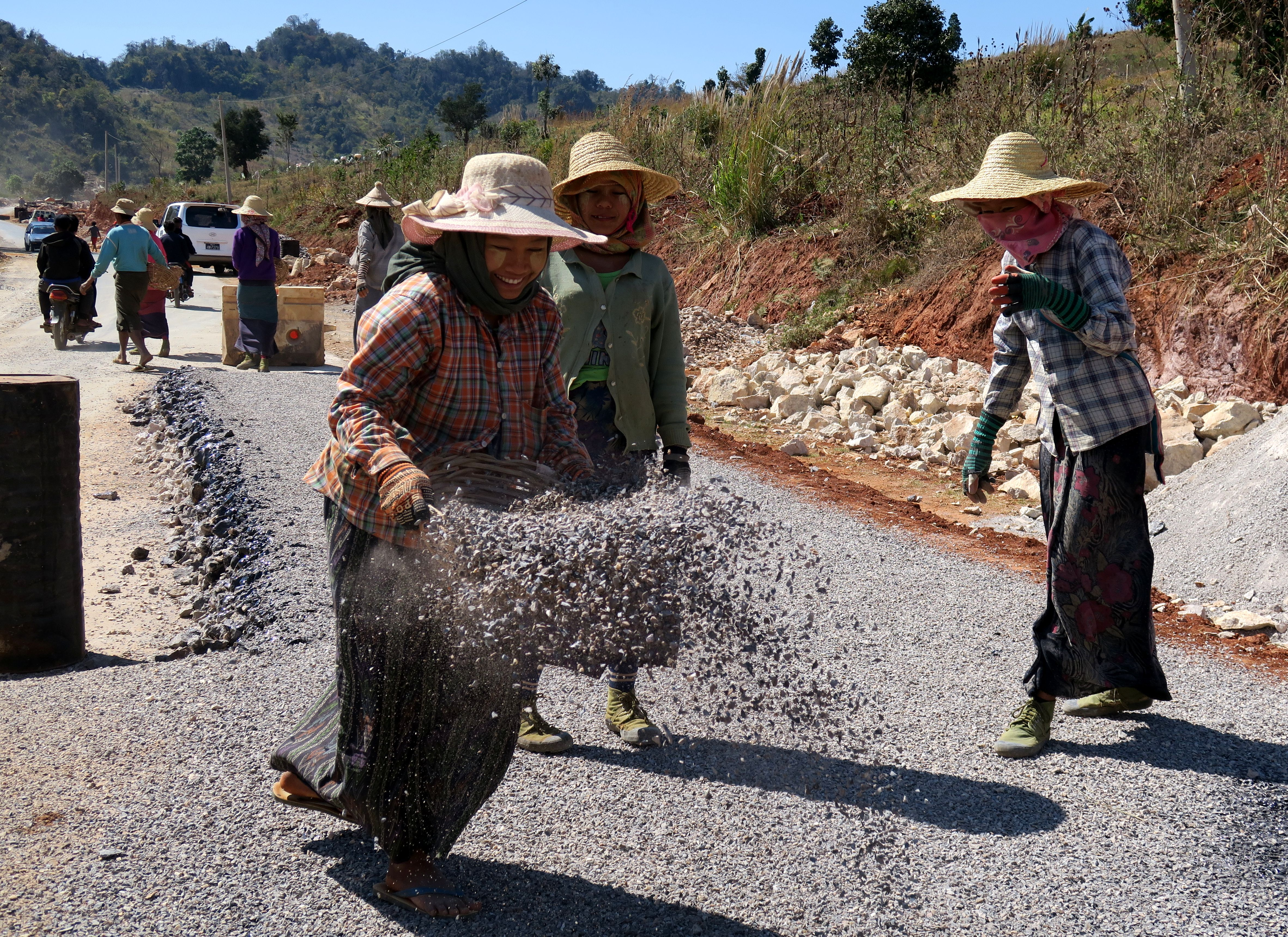
Ženy stavějící silnici v Myanmaru, (2019)

V nejslabší formě toto zkreslení produkuje slabší formy rasismu a de facto (ale ne de jure) nerovnost příležitostí. Čím hodnověrnější popření, tím jednodušší racionalizace a udržení. Například tím, jak se nerovnost příležitostí a rasismus stávají slabšími, mohou vypadat více jako meritokracie, až do bodu, kdy instance každého mohou být rozsáhle smíšeny. V těchto místech spektra je těžší obhájit snahy, které používají de jure metody, pro boj s de facto nerovnostmi (jako je pozitivní diskriminace), protože platné příklady mohou být podány všemi stranami. Na jedné straně je stížnost na útisk shora, na druhé je obrácená diskriminace. Rozsáhlé validní důkazy existují pro oba případy a problém v jejich anekdotickém původu nedává čistou politickou výhodu ani jedné ze stran.

### Rozpoznání potenciální dovednosti
I když fyzická práce je často označována jako postrádající určité dovednosti nebo inteligenci, je zde spoustu kognitivních funkcí, které vyžadují:
- Kontextuální aplikace: manuální pracovníci musí znát postupy a být schopni je aplikovat, zatímco se musí přizpůsobovat specifickým parametrům. Například číšníci musí umět nejenom postupy pro přijímaní objednávek a donášení jídla, ale také reagovat a adaptovat se měnícímu se prostředí, které zahrnuje počet zákazníků, specifické požadavky, potenciální alergie atd. Podobně i kosmetici musí vědět, jak správně stříhat vlasy a zároveň si udržovat přehled o módních trendech, zatímco udržují rovnováhu mezi tím, co chce jejich zákazník a tím, v co věří, že by bylo vhodné. Další zaměstnání jako je tesařství, instalatérství a svařování vyžadují znalost nástrojů a pojmů, stejně jako schopnost využít tyto dovednosti při konkrétních úkolech, typicky vyžadující řešení problémů a kritické myšlení.[2]

- Situační uvědomění a mezilidské dovednosti: manuální pracovníci si musí dávat pozor na své okolí a vyvinout excelentní prostorové chápání, stejně jako efektivní komunikační schopnosti. Například číšníci musí dělat více věcí najednou a efektivně rozvrhnout svůj čas mezi přijímání objednávek, přebírání jídla z kuchyně, vypořádávání se s účty a účast v menších konverzacích s hosty. Tesaři a instalatéři si vyvíjí disciplinovaný postřeh, stejně jako smyslové, kinestetické a kognitivní dovednosti, které jsou maximalizovány i v omezeném fyzickém prostoru. Kosmetici se musí naučit číst ve svých klientech nasloucháním toho, co za styl si představují, zatímco sledují jejich neverbální náznaky jejich vkusu a to často zahrnuje být osobní a přátelský.

- Inovace: fyzická práce je překvapivě kreativní a dynamická, využívá toho, co je již známé, aby vytvořila něco úplně nového a unikátního. Kosmetici spojují své vlastní nápady do jejich účesů, kombinují co se ví o různých typech vlasů a metodách stříhání vlasů s jejich osobním vkusem a zkušenostmi. Tesaři podobně zdůrazňují zručnost ve své práci, zabývají se precizností, aby se ujistili, že jejich výsledný produkt bude esteticky hezký, stejně jako konstrukčně správný. A i sváření je estetické, kde individuální svářeči považují své značky podobné těm umělců.

Ochota uznat, že manuální práce může zahrnovat dovednosti a inteligenci nabývá různých forem, záleží na tom, jak se dokáže vypořádat s různými otázkami důstojnosti a (ne)rovnosti.
- Ve své zdravější formě rozeznává důstojnost a inteligenci modrých límečků [3](ve smyslu, že tito pracovníci mají důstojnost a inteligenci, i když někteří pracovníci mohou, nebo nemusí, vykazovat tyto vlastnosti) a uznávají jejich civilní (a občanskou) rovnocennost s bílými límečky. Ale zároveň nechává prostor ve společnosti pro meritokracii, čímž dovoluje sociální mobilitu nahoru i dolu (jakožto to meritokracie vyžaduje).
  - Příklad takového systému je v profesionálních sportovních týmech, protože je zde neustálé meritokratické překlápění hráčů, trenérů a dalších zaměstnanců, uvnitř i mimo jejich hranice, kde všichni zúčastnění mají důstojnost, i když ne ve všech z nich se musí nacházet požadovaný talent. (Například schopnosti masérů, statistiků, trenérů a mladých hráčů nejsou stejné, ale doplňují se z pohledu systémového inženýrství.

- Ve své více patologické formě zde může být přiznání, že zde může být věda manuální práce, ale nedovoluje možnost sociální mobilitu (ani jedním směrem) mezi modrými a bílými límečky. Na druhé straně, a stejně patologicky, může ochotně odmítat vrozené rozdíly mezi jednotlivci, nedovolující naději na meritokratickou spravedlnost, což není jen demotivující pro talentované a těžce pracující lidi, ale i velmi zraňující pro makroekonomický výkon.
  - Příklad první patologie je to, že první formy aplikování vědy do praktických procesů průmyslu a obchodu byly obětí neúplného pochopení, jak doložil na příkladu Frederick Winslow Taylor ve své verzi „vědy kopání“[4]. Taylor správně poznal, že fyzické dovednosti při používání lopaty (na jedné straně) a mentální dovednosti pro analýzu a sloučení nejlepších technik a workflowu (na straně druhé) by často nekoexistovaly v jedné osobě. Někteří by měli tu první schopnost, jiní tu druhou. Proto (metaforicky řečeno) by hráči neměli být svými trenéry. Taylor ale sešel z této odůvodněné realizace k vizi administrace byznysu, která by jednoduše selhala ve filtrování lidí do jejich rolí podle jejich individuálních talentů (nebo jejich nedostatku). Taylorovy verze vědeckého managmentu, pokud by se udržely, by eventuálně mohly nechat některé inteligentní jedince v nižší třídě (nesmyslně srovnány s tažnými zvířaty[4], což bylo v té době v módě) a stejně tak někoho neschopného, ale bohatého, v pozicích středního a vyššího managementu. Jestli byl Taylor schopen předpovědět a zamezit tento problém je nejisté, ale je jisté, že ne všichni jeho obdivovatelé toho byli schopni.
  - Příkladem druhé patologie jsou varianty komunismu ve 20. staletí, jako Leninismus a Stalinismus.

- Někde mezi extrémy zdraví a patologie, které byly zmíněny výše, je realita ve většině vyspělých ekonomiích dnešní doby, kde spolu soupeří různé náměty a tendence a lidé se neshodují na to, které převládají a co by se mělo provést (pokud něco), aby se pokusila vytvořit rovnováha, nebo redukovaly patologie.

## Formální učení a trénink
Formální učení, jako jsou přednášky, učňovství a akademické studie, podávají teoretický přístup k vytvoření souboru dovedností. Studenti získají systematický a procedurální pohled na úkoly, podle specifických parametrů a potřeby výsledků dané práce. Parametry jsou definované účelem práce a nástroji, kterými ho je dosaženo. Například holičství vyžaduje od studentů, aby se naučili tvarování, stříhání, mytí, barvení, česání a další aktivní manuální dovednosti, které určí finální výsledek. V takových situacích je učeň veden svými učiteli ve svých technikách a učí se použít nástroj, aby splnili požadavky úkolu nebo projektu podle očekávaného výsledku.

## Neformální učení a trénink
Neformální učení může být shrnuto jako jakákoliv aktivita, která se týká honby za porozuměním, znalostmi nebo dovednostmi, aniž by měla nějaké vynucené kurikulum a explicitní hodnocení. Typicky se projevuje jako praktické angažování se s vyhlídkou nových znalostí. Jsou různé způsoby, kterými se neformální učení provádí, od samouků, učení pozorováním, kde je úmyslem zjistit určitou informaci mimo formální prostředí, až po náhodné učení, které vychází ze zkušeností. Neformální trénink se liší od toho formálního v zaměření na získání dovednosti, porozumění, nebo vědomostí pro určitou práci. Kognitivní dovednosti získané mimo prostředí formálního učení také pomáhají definovat zběhlost v tom, za jsou považovány práce „modrých límečků“. Porozumění technice a metodám převzatých z formálního tréninku je rozšířeno zlepšením kontextuální aplikace, situačnímu porozumění a dovednostem založeným na inovaci. Neformální učení dává pracovníkům možnosti kognitivního rozvoje, který je unikátní pro jejich zaměření. Znalost zaměření, která pochází z předchozích zkušeností z porovnatelných situací, diktuje použití určité techniky nebo plánu, místo jiného. Například instalatérství vyžaduje znalost potrubí a mechaniku vodních systémů, ale zároveň se opírá o detaily jako je stáří domu, materiály, ze kterých je daný systém potrubí vytvořen, jak tyto materiály reagují na různé vnější změny, pochopení možných stavů a výsledné chování problému a dalších souvisejících částí, když jsou nadejdou dané stavy. Tyto dovednosti a pochopení jsou zahrnuty v obou učebních procesech. Jako celek, tento typ znalostí je více zaměřený na studenta a situační vzhledem k zájmu a potřeby aplikace dovednosti k dané pracovní síle.

## Vztah k mechanizaci a automatizaci
Mechanizace a automatizace chce zredukovat množství manuální práce potřebné k produkci. Účel této redukce může být odebrání dřiny z lidských životů, snížení nákladů na výrobu, nebo v přeměně mechanizace na automatizaci, aby se získala větší flexibilita (jednodušší změna návrhu, nižší zpoždění) produkce. Mechanizace se poprvé objevila u úkolů, které vyžadovaly malou obratnost, nebo alespoň malou sérii obratných pohybů, jako je dodání tažné síly (lokomotivy, parníky, první automobily, náklaďáky nebo traktory), kopání, nakládání, vykládání objemných materiálů (parní rypadla, první bagry), nebo tkaní jednoduchých látek (první tkalcovské stavy). Například Henry Ford popsal své snahy o mechanizaci polních prací, například orba, jako odebrání dřiny přesunem břemena z těl lidí a zvířat na železné a ocelové stroje. Automatizace pomáhá přinést mechanizaci složitější úkoly, které potřebují přesnější obratnost, rozhodování založené na vizuálním vstupu a širší rozmezí inteligentních pohybů. Proto i úkoly, které dříve nemohly být úspěšně mechanizovány, jako je doplňování regálů nebo sběr různých druhů ovoce a zeleniny, byly předělány (formálně i neformálně), což vedlo k čím dál menšímu množství fyzické práce.